# Dubyaea gombalana
Dubyaea gombalana là một loài thực vật có hoa trong họ Cúc. Loài này được (Hand.-Mazz.) Stebbins mô tả khoa học đầu tiên năm 1937.